# شوشتو اشتادیون (۱۹۶۷)
شوشتو اشتادیون (انگلیسی: Sóstói Stadion)، یک ورزشگاه چندمنظوره در شهر سکش‌فهروار، مجارستان بود که در درجه اول برای فوتبال استفاده می‌شد. این ورزشگاه محل برگزاری بازی‌های خانگی باشگاه فوتبال ویدتون از سال ۱۹۶۷ تا ۲۰۱۶، بود.
این ورزشگاه میزبان بازی رفت فینال جام یوفا ۱۹۸۵ بین تیم‌های ویدتون و رئال مادرید بود که رئال مادرید ۳ بر ۰ برنده شد.